# 東巴州
東巴州，中国古代的州。
南朝梁大同年间置東巴州，治所在木马县（今陕西省西乡县西南巴岭侧）。后治所在今四川省南江县北。辖境相当今四川南江、通江县二县地。下辖安宁郡、敬水郡、平南郡。西魏废帝三年（554年）改为集州。